# Gymnostreptus legationis
Gymnostreptus legationis är en mångfotingart som först beskrevs av Carl Graf Attems 1950.  Gymnostreptus legationis ingår i släktet Gymnostreptus och familjen Spirostreptidae. Inga underarter finns listade i Catalogue of Life.